# Thirty Thousand Islands
Thirty Thousand Islands – archipelag na jeziorze Huron, we wschodniej części zatoki Georgian Bay. Składa się z około 34 560 wysp, które tworzą największy na świecie archipelag na wodzie słodkiej, choć według niektórych źródeł może on liczyć nawet ponad 100 000 wysp. W 2004 roku na terenie archipelagu został utworzony rezerwat biosfery UNESCO. Największe wyspy archipelagu to Parry Island (o powierzchni 72 km2) i Beausoleil Island (14 km2). Wyspy były często przedstawiane na obrazach przez malarzy z Grupy Siedmiu.